# Братський (Іглінський район)
Бра́тський (рос. Братский, башк. Братский) — присілок у складі Іглінського району Башкортостану, Росія. Входить до складу Івано-Казанської сільської ради.
Населення — 10 осіб (2010; 4 в 2002).
Національний склад:
- росіяни — 100 %